# 满洲麦酒
满洲麦酒株式会社是曾存在于满洲国奉天市铁西区的啤酒制造公司。中国共产党控制沈阳后改为沈阳啤酒厂，现为华润雪花啤酒有限公司。

## 背景
根据日本酿造协会1933年的调查，当时满洲国境内的啤酒年产约两百万瓶，生产厂商主要分布于北满，南满地区的啤酒制造商仅有奉天的八王寺啤酒汽水股份有限公司，其产量仅占满洲国内的约十分之一。北满地区的产量虽较大，但因生产条件所限，质量不佳。:214,215
1934年时，日本向海外出口的啤酒为118,000石（约21,286,020公升），其中六成以上出口到关东州和满洲国。:76

## 历史

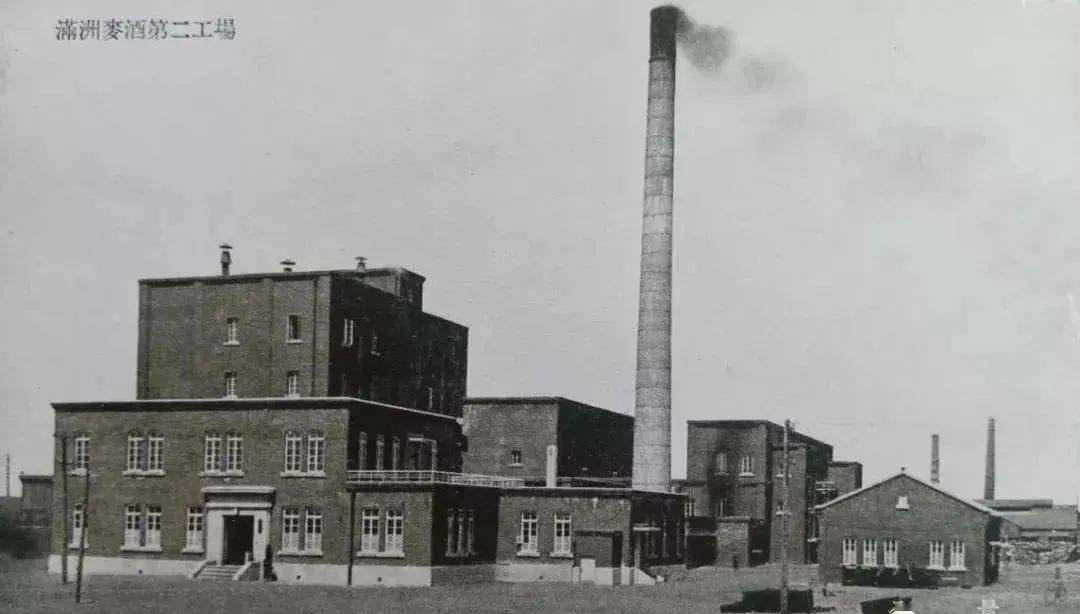
满洲麦酒第二工厂

满洲麦酒设立于1934年5月2日:541，资本金二百万圆，总部位于奉天市铁西区兴工街一段11号。设立时有两个工厂，第一、第二工厂占地面积100,750平方米。:89,90:484
满洲麦酒的主要控股公司是由大日本麦酒和麒麟麦酒共同出资、各占一半股份的日本企业麦酒共同贩卖会社:98。满洲麦酒虽然名目上是单一的公司，实际上大日本麦酒和麒麟麦酒分别设立工厂生产自己的产品：第一工厂（1935年末投产:541）为大日本麦酒所运营，地址与总部相同，生产札幌啤酒、朝日啤酒（当时中文名称为“太阳啤酒”）、三矢苏打等产品；第二工厂（1936年11月完工）为麒麟所运营，地址为铁西区兴工街一段32号，生产麒麟啤酒；另有制坛工厂，位于铁西区兴工街二段1号。不仅生产，在销售、内部运营上大日本麦酒与麒麟麦酒也各行其是；大日本麦酒和麒麟麦酒分别指派高橋龍太郎和磯野長蔵担任满洲麦酒的专务:91。这种特殊的二合一运营形态是为了适应满洲国当时原则上每个行业设立一家公司的经济建设方针而形成的。:89,90:484
与满洲麦酒同时期曾经另有一家计划设立于铁西区的啤酒生产商，名为康德啤酒（康徳ビール），但其夭折在筹划阶段，其生产配额被满洲麦酒所收购。
1937年增资至250万元:110；1941年增资至400万元，麦酒共同贩卖占股约72%。1941年时啤酒年产量为85万箱。1940年度年产67万箱，其中朝日36万箱，麒麟31万箱；当时满洲国啤酒总产量88万箱，满洲麦酒占四分之三以上。:91
1945年日本战败，满洲国灭亡，啤酒厂结业。9月，苏军接管啤酒厂并交由秋林公司管理。1946年5月，国民政府辽宁省政府接收啤酒厂，改为辽宁省酿造厂，1947年又关闭。1948年11月中共军队控制沈阳，1949年3月实施烟酒专卖，将原满洲麦酒第一工厂改为红星啤酒厂，1952年恢复生产；第二工厂改为解放啤酒厂，1949年恢复生产，此后两者改为沈阳啤酒厂。:40:51:18

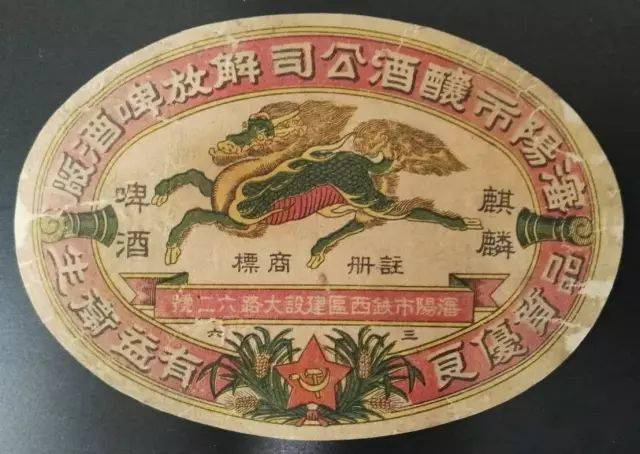
解放啤酒厂时期生产的麒麟啤酒标，继承自原第二工厂的麒麟啤酒。
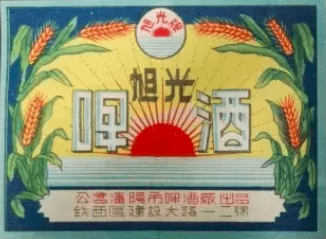
沈阳啤酒厂初期生产的“旭光”牌啤酒标，继承自原第一工厂的朝日（太阳）啤酒。